# Euphyia symmolpa
Euphyia symmolpa är en fjärilsart som beskrevs av Turner 1922. Euphyia symmolpa ingår i släktet Euphyia och familjen mätare. Inga underarter finns listade i Catalogue of Life.